# Dés személypályaudvar
Dés személypályaudvar (románul Gara Dej Călători) egy vasútállomás, amely Dés városát szolgálja ki Romániában. Erdély egyik legnagyobb vasúti csomópontja.

## Műszaki adatok

#### Vágányok
Dés személypályaudvar összesen 7 vágánnyal rendelkezik, ebből 6 villamosított. Észak-kelet felől 2 vágány jön, egy Brassó felől (Déda–Bethlen) és egy másik Szatmárnémeti felől (Nagybánya–Zsibó), mindkettő a 400-as vasúti fővonal része. Délnyugat felől jön a 401-es mellékvonal (Apahida–Dés–Bethlen–Szálva–Kisilva). Désakna felé egy iparvágány ágazik el.
A személyforgalom jelenleg az 1. és a 4. vágány között zajlik. Az 5. és 6. vágányon általában tolatást és árupakolást végeznek.

## Forgalom

#### Kiindulási és végállomásként
| Kiindulási állomás    | Végállomás       | Vonatok                                                                                              | Üzemeltető   |
| --------------------- | ---------------- | --- | ------------ |
| Dés személypályaudvar | Kolozsvár        | 4301, 4303, 4305, 4705                                                                               | CFR Călători |
| Dés személypályaudvar | Beszterce-Északi | 4372, 4374                                                                                           | CFR Călători |
| Dés személypályaudvar | Kisilva          | 4702 (Dés és a Bethlen között 4374 számmal közlekedik) 4482 (Bethlentől 4490-es számmal), 4484, 4486 | CFR Călători |

| Kiindulási állomás | Végállomás            | Vonatok                                                     | Üzemeltető   |
| ------------------ | --------------------- | ----------------------------------------------------------- | ------------ |
| Kolozsvár          | Dés személypályaudvar | 4302, 4306 (nyári szezonban IR 1941-es kocsik vannak), 4308 | CFR Călători |
| Beszterce-Északi   | Dés személypályaudvar | 4371, 4373                                                  | CFR Călători |
| Kisilva            | Dés személypályaudvar | 4483, 4485                                                  | CFR Călători |

#### További vonatok
| Kiindulási állomás | Végállomás       | Vonatok                                                   | Üzemeltető                  |
| ------------------ | ---------------- | --------------------------------------------------------- | --------------------------- |
| Brassó             | Budapest-Keleti  | 406 (Corona) 366 (Hargita)                                | CFR Călători                |
| Budapest-Keleti    | Brassó           | 407 (Corona) 367 (Hargita)                                | CFR Călători                |
| Temesvár-Északi    | Jászvásár        | 1831, 1765, 1838                                          | CFR Călători                |
| Jászvásár          | Temesvár-Északi  | 1833, 1763, 1837                                          | CFR Călători                |
| Kolozsvár          | Máramarossziget  | 4114, 4110,4112(vágányzár alatt közlekedik)               | CFR Călători                |
| Máramarossziget    | Kolozsvár        | 4116, 4118                                                | CFR Călători                |
| Beszterce-Északi   | Kolozsvár        | 4101, 4103, 4105, 4107, 10507, 10633, 10635, 10637, 10509 | CFR Călători, Interregional |
| Kolozsvár          | Beszterce-Északi | 4102, 4104, 4106, 10506, 10632, 10634, 10636, 10508       | CFR CălătoriInterregional   |
| Bukarest-Északi    | Nagybánya        | 1641, 4004                                                | CFR Călători                |
| Nagybánya          | Bukarest-Északi  | 1642, 4006                                                | CFR Călători                |
| Bukarest-Északi    | Kolozsvár        | 4009 (az 1641. számú vonat közvetlen kocsijaiként)        | CFR Călători                |
| Kolozsvár          | Bukarest-Északi  | 4010 (az 1642. számú vonat közvetlen kocsijaiként)        | CFR Călători                |
| Kolozsvár          | Zilah-Északi     | 4094 (Zsibótól vonatszámot vált)                          | CFR Călători                |
| Kolozsvár          | Nagybánya        | 4022, 4004                                                | CFR Călători                |
| Nagybánya          | Kolozsvár        | 4006, 4020, 4096, 4026                                    | CFR Călători                |
| Szatmárnémeti      | Mangalia         | 1941                                                      | CFR Călători                |
| Mangalia           | Szatmárnémeti    | 1942                                                      | CFR Călători                |
| Kisilva            | Kolozsvár        | 4701(Bethlentől a 4107l. számú Regio vonattal), 4703      | CFR Călători                |
| Kolozsvár          | Kisilva          | 4704(Szálváig 4114. számú vonatként)                      | CFR Călători                |
| Kolozsvár          | Galac            | 1832                                                      | CFR Călători                |
| Galac              | Kolozsvár        | 1830                                                      | CFR Călători                |

## Üzemeltetők

#### Személyszállítás
Jelenleg csak két személyszállító vasúttársaság vonatai állnak meg az állomáson: A nemzeti szolgáltató (CFR Călători) és a kolozsvári székhelyű magánszolgáltató, az InterRegional Călători. 2010-2012 között a Transferoviar Călători Beszterce-Északi és Kolozsvár között két pár vonatot üzemeltetett, melyeket a 2012-2013-as menetrendváltáskor kivontak a forgalomból.
Az állomáson közlekedő vasúti járműállomány két csoportba sorolható:
- Mozdonyvontatású vonatok (túlnyomó többséggel a CFR Călători üzemeltetésében): A villamos vontatást a kolozsvári, brassói, szucsávai és aradi telepek 42-es sorozatú mozdonyai bonyolítják. A dízelvontatás 060 DA sorozatú mozdonyokkal zajlik.
- Motorvonatok: A CFR Călători Siemens Desiro vonatokat (Román nevükön Săgeata Albastră, "kék nyíl") és az InterRegional Călători ex-DB 628-as sorozatú motorvonatokat üzemeltet.

#### Teherforgalom
Még ha nem is hasonlítható össze a Dés rendezőpályaudvarron közlekedő tehervonatok számával, Dés személypályaudvar is jelentős teherforgalmat bonyolít le. Az üzemeltetők között megtalálható a CFR Marfa, az Express Forwarding, a GFR, az Unicom Tranzit és esetenként a Cerfersped vagy az LTE Rail Kürtös–Alvinc útirányból  Dornești felé.